# سده ۱ (پیش از میلاد)
(سده دوم پ.م. - سده یکم پیش از میلاد مسیح - سده یکم م.   - سده‌های دیگر)

## رویدادها
- ۹۲ (پیش از میلاد)؛ تازش لوکولوس به ارمنستان و دوره جنگ‌های ایران و روم.
- ۸۱ (پیش از میلاد)؛ سولا دیکتاتور روم شد.
- ۷۳ (پیش از میلاد)؛ اسپارتاکوس گلادیاتور گریخته رهبری خیزش بردگان در سومین جنگ بردگان را در دست‌گرفت.
- ۶۳ (پیش از میلاد)؛ پومپه بر اورشلیم چیره شد و یهودیه را بخشی از امپراتوری روم نمود.
- ۵۷ (پیش از میلاد)؛ بنیادگذاری شیلا در جنوب شرقی کره.
- ۵۳ (پیش از میلاد)؛ پارت‌ها سپاه روم به فرماندهی کراسوس را در جنگ کارهه شکست‌دادند.
- ۱۰ ژانویه۴۹ (پیش از میلاد)؛ ژولیوس سزار با گذر از رود روبیکون به تندی به جنگ با رم پرداخت.
- ۴۴ (پیش از میلاد)؛ کشته‌شدن ژولیوس سزار.
- ۳۷ (پیش از میلاد)؛ گوگوریه‌ئو در جنوب منچوری برپاشد.
- ۳۱ (پیش از میلاد)؛ جنگ درونی روم؛ اکتاوین در نبرد آکتیوم نیروهای مارک آنتونی و کلئوپاترا را شکست‌داد.
- ۲۷ (پیش از میلاد)؛ سنای روم به اکتاوین لقب آگوستوس داد. تشکیل امپراتوری روم.
- ۱۸ (پیش از میلاد)؛ بائکجه در میانه باختری کره پایه‌ریزی‌شد.
- دهه ۰ (پیش از میلاد)؛ زایش عیسای ناصری.

## چهره‌های برجسته
- بوره‌بیستا بزرگ‌ترین پادشاه داکیه
- کاتیلین سیاست‌مدار رومی.
- آگوستوس امپراتور روم.
- سیسرو نویسنده و سیاست‌مدار رومی.
- کلئوپاترای پنجم فرمانروای مصر باستان.
- هرود بزرگ پادشاه یهودیه.
- حلل کهتر خاخام یهودی.
- هوراس شاعر رومی.
- سورنا سردار اشکانی.
- عیسای ناصری.
- ژولیوس سزار.
- تیتوس لیویوس تاریخ‌نگار رومی.
- لوکرتیوس شاعر و فیلسوف رومی.
- مارکوس آنتونیوس سیاست‌مدار رومی.
- مارکوس یونیوس بروتوس پسرخوانده ژولیوس سزار و شاید کشنده وی.
- مارکوس ویپسانیوس آگریپا فرمانده و دولت‌مرد رومی.
- سکستوس پومپه‌یوس دزد دریایی.
- بطلمیوس سیزدهم فرمانروای مصر که در نیل غرق‌شد.
- اوید شاعر رومی.
- ویرژیل شاعر رومی.
- اسپارتاکوس گلادیاتور شورشی.
- سیما چیان تاریخ‌نگار چینی.
- تیگران بزرگ پادشاه ارمنستان.

## یافته‌ها و نوآوری‌ها
- لکه‌های خورشیدی نخستین بار از سوی چینیان ثبت‌شد.
- نخستین گنبد در روم ساخته‌شد.
- شیشه‌گری با روش دمیدن در سوریه انجام‌گرفت.

## منبع
- نویسندگان ویکی‌پدیای انگلیسی، ۱st century BC‏. (۲۶ مه ۲۰۰۷)

| هزاره | سده   | سده   | سده   | سده   | سده   | سده   | سده   | سده   | سده   | سده   |
| ----- | ----- | ----- | ----- | ----- | ----- | ----- | ----- | ----- | ----- | ----- |
| ۹ پ‌م: | ۹۰ پ‌م | ۸۹ پ‌م | ۸۸ پ‌م | ۸۷ پ‌م | ۸۶ پ‌م | ۸۵ پ‌م | ۸۴ پ‌م | ۸۳ پ‌م | ۸۲ پ‌م | ۸۱ پ‌م |
| ۸ پ‌م: | ۸۰ پ‌م | ۷۹ پ‌م | ۷۸ پ‌م | ۷۷ پ‌م | ۷۶ پ‌م | ۷۵ پ‌م | ۷۴ پ‌م | ۷۳ پ‌م | ۷۲ پ‌م | ۷۱ پ‌م |
| ۷ پ‌م: | ۷۰ پ‌م | ۶۹ پ‌م | ۶۸ پ‌م | ۶۷ پ‌م | ۶۶ پ‌م | ۶۵ پ‌م | ۶۴ پ‌م | ۶۳ پ‌م | ۶۲ پ‌م | ۶۱ پ‌م |
| ۶ پ‌م: | ۶۰ پ‌م | ۵۹ پ‌م | ۵۸ پ‌م | ۵۷ پ‌م | ۵۶ پ‌م | ۵۵ پ‌م | ۵۴ پ‌م | ۵۳ پ‌م | ۵۲ پ‌م | ۵۱ پ‌م |
| ۵ پ‌م: | ۵۰ پ‌م | ۴۹ پ‌م | ۴۸ پ‌م | ۴۷ پ‌م | ۴۶ پ‌م | ۴۵ پ‌م | ۴۴ پ‌م | ۴۳ پ‌م | ۴۲ پ‌م | ۴۱ پ‌م |
| ۴ پ‌م: | ۴۰ پ‌م | ۳۹ پ‌م | ۳۸ پ‌م | ۳۷ پ‌م | ۳۶ پ‌م | ۳۵ پ‌م | ۳۴ پ‌م | ۳۳ پ‌م | ۳۲ پ‌م | ۳۱ پ‌م |
| ۳ پ‌م: | ۳۰ پ‌م | ۲۹ پ‌م | ۲۸ پ‌م | ۲۷ پ‌م | ۲۶ پ‌م | ۲۵ پ‌م | ۲۴ پ‌م | ۲۳ پ‌م | ۲۲ پ‌م | ۲۱ پ‌م |
| ۲ پ‌م: | ۲۰ پ‌م | ۱۹ پ‌م | ۱۸ پ‌م | ۱۷ پ‌م | ۱۶ پ‌م | ۱۵ پ‌م | ۱۴ پ‌م | ۱۳ پ‌م | ۱۲ پ‌م | ۱۱ پ‌م |
| ۱ پ‌م: | ۱۰ پ‌م | ۹ پ‌م  | ۸ پ‌م  | ۷ پ‌م  | ۶ پ‌م  | ۵ پ‌م  | ۴ پ‌م  | ۳ پ‌م  | ۲ پ‌م  | ۱ پ‌م  |
| ۱:    | ۱     | ۲     | ۳     | ۴     | ۵     | ۶     | ۷     | ۸     | ۹     | ۱۰    |
| ۲:    | ۱۱    | ۱۲    | ۱۳    | ۱۴    | ۱۵    | ۱۶    | ۱۷    | ۱۸    | ۱۹    | ۲۰    |
| ۳:    | ۲۱    | ۲۲    | ۲۳    | ۲۴    | ۲۵    | ۲۶    | ۲۷    | ۲۸    | ۲۹    | ۳۰    |
| ۴:    | ۳۱    | ۳۲    | ۳۳    | ۳۴    | ۳۵    | ۳۶    | ۳۷    | ۳۸    | ۳۹    | ۴۰    |